# Бенестроф
Бенестро́ф (фр. Bénestroff, нем. Bensdorf) — коммуна во французском департаменте Мозель региона Лотарингия. Относится к  кантону Альбестроф.

## Географическое положение
Бенестроф расположен в 50 км к юго-востоку от Меца. Соседние коммуны: Вирмен и Нёфвиллаж на севере, Мондидье и Валь-ле-Бенестроф на северо-востоке, Небен на востоке, Маримон-ле-Бенестроф на юго-востоке, Бургальтроф и Геблен на юге, Лидрезен и Зарбелен на юго-западе, Родальб на западе, Бермерен на северо-западе.

## Демография
По переписи 2010 года в коммуне проживало 523 человека.	

## Достопримечательности
- Вокзал «Бенестроф 1» сооружён в 1885 году Германской империи как важный пункт железнодорожной линии Страсбург—Мец, в настоящее время закрыт.
- Памятник павшим во время Первой мировой войны 1914—1918 годов.
- Рыбоводческие пруды XIII века.
- Церковь Сен-Ком-э-Сен-Дамьян, XVIII века.

## Экономика
Производство сыров (мюнстер, бри, оваль и другие).